# Muolen
Muolen es una comuna suiza situada en el cantón de San Galo. Tiene una población estimada, a fines de 2022, de 1253 habitantes.
Es la comuna que está ubicada más al norte en el cantón de San Galo.
Tiene una frontera muy singular: solo la comuna de Häggenschwil la conecta con el cantón de San Gallo. Más de cuatro quintas partes del territorio de Muolen se extienden hasta el cantón de Turgovia y limitan con sus cuatro comunas: Zihlschlacht-Sitterdorf, Amriswil, Egnach y Hauptwil-Gottshaus.
En las últimas décadas, la localidad ha pasado de ser un pueblo puramente agrícola a convertirse en una comunidad residencial adaptada a los niños, entre el lago de Constanza y Alpstein, en las afueras de la ciudad de St. Gallen.